# Какепуку
Какепуку (англ. Kakepuku, маори Kakipuku-o-kahurere) — потухший вулкан, расположенный между рекой Ваипа и её притоком Пуниу в 3 км к северо-западу от посёлка Те Авамуту в регионе Уаикато на острове Северный (Новая Зеландия). Высота горы — 449 м над уровнем моря.

## Геология
Вулканическая группа Александры состоит из нескольких малоугловых конических стратовулканов, включая вулканы Кариои, Пиронгиа, Какепуку, Те Кава и Токануи, растянутая к юго-востоку от горы Кариои на побережье до Токануи. Они состоят из ок. 55 км³ в основном базальтового материала, извергнутого, по крайней мере, из 40 вулканических центров. Вулканическая группа Александры, расположенная в висячем краю вулканической дуги, является продуктом позднего плиоцена и самого раннего плейстоцена, когда были извергнуты обе базальтовые магмы связаны с зоной субдукции (Кариои, Пиронгиа, Какепуку и Те Кава) и внутриплитные щелочные базальты (Окете). Возраст по калийно-аргоновой шкале колеблется от 2,74 до 1,6 млн лет. Какепуку состоит в основном из базальтовой лавы с небольшим включением вулканического туфа. Он был сформирован около 2,5 млн лет назад.

## История
Какепуку был назван Ракатаурой, который был тохунга из племени ваки таинуи. Одна версия говорит, что это было в память о его беременной жене Кахурере. Согласно легенде маори Какепуку отправился на север в поисках своего отца, пока не достиг равнины Ваипа и не влюбился в Те Кава, дочь Пиронгиа и Таупири. Однако у него был соперник Карева, который тоже стоял рядом. В результате сражения между горами Карева потерпел поражение и, преследуемый скалами Какепуку, скрылся в Тасмановом море, став островом Ганнет. Какепуку остаётся охранять Те Кава.
Поселение Таинуи в районе Какепуку было основано ок. 1550 году, хотя там, вероятно, присутствовали и ранние племена, в частности, Нгати Кахупунгапунга. Он находится в районе Нгати Маниапото. Обнаружено 4 поселения (па), погребённые под лесом и разросшимися кустарниками.

## Экология
Проект сохранения горного массива Какепуку, созданный в 1995 году, охватывает 198 га, включая горный исторический заповедник Какепуку, прилегающий заповедник районного совета Ваипа и частные земли. Цель состояла в том, чтобы сократить популяции опоссума, крысы и козы до уровня, при котором будет происходить минимальное воздействие этих инвазивных видов на местных лесных птиц. Сюда в 1999 году были ввезены 30 петроиков Petroica longipes, а позже — новозеландский сокол, на сорных участках по краю горы были посажены местные растения. Здесь также встречаются местные птицы новозеландские туи и кереру. Растения в заповеднике включают в себя тава, реверва, кохекохе, мангео и пукатеа.

## Галерея

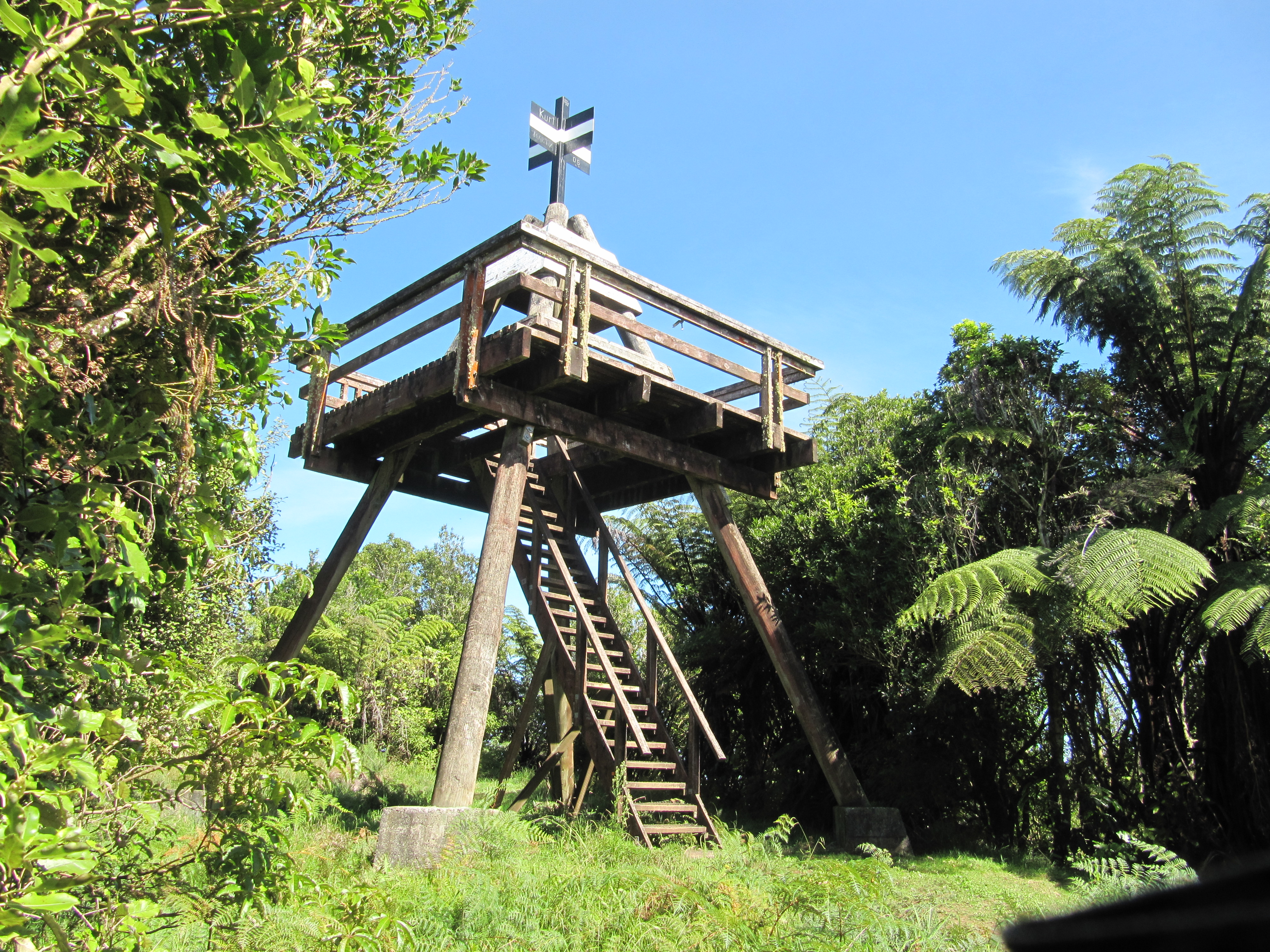
Смотровая башня на вершине горы.
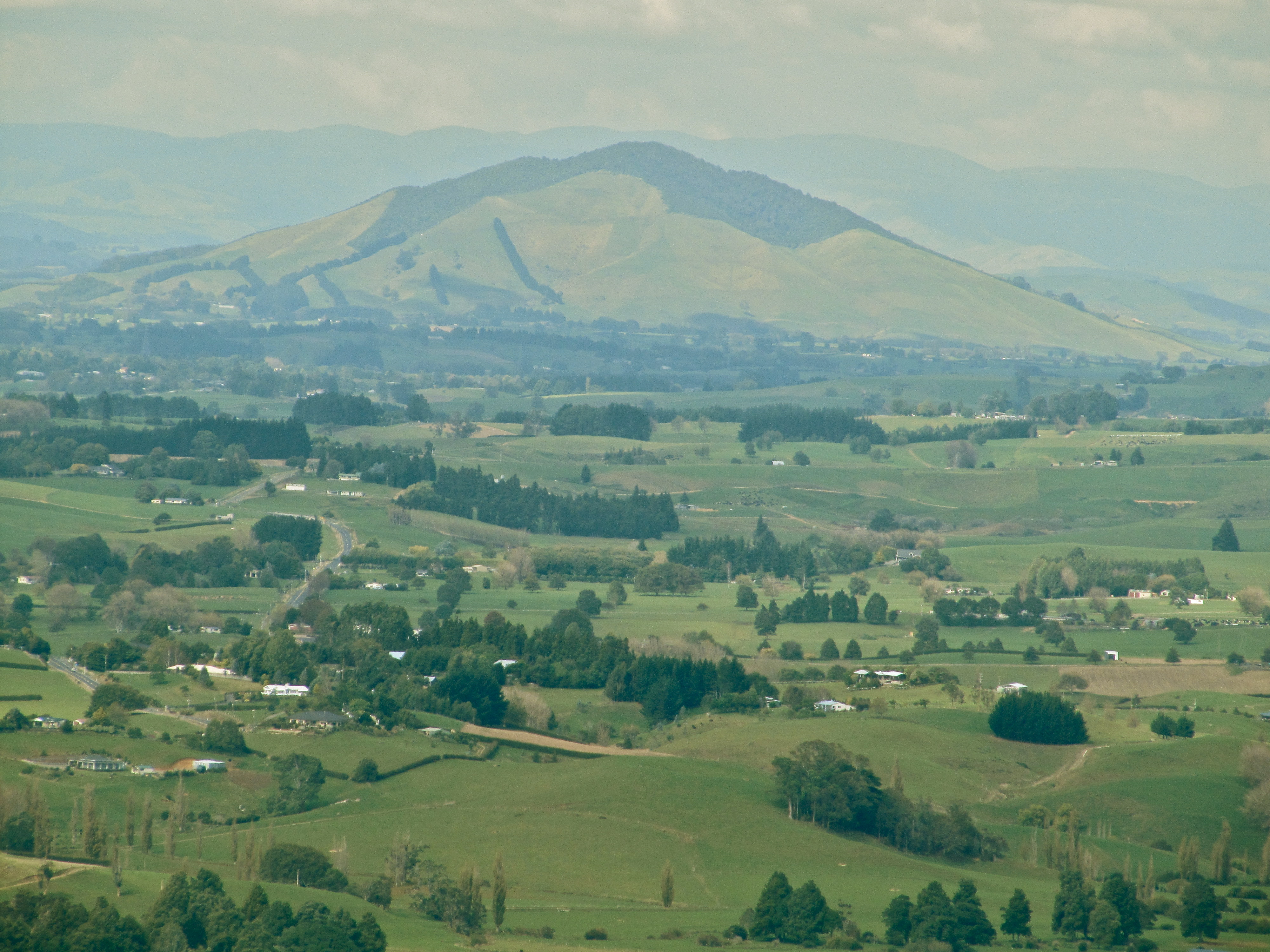
Северная сторона Какепуку. Вид с Караму.
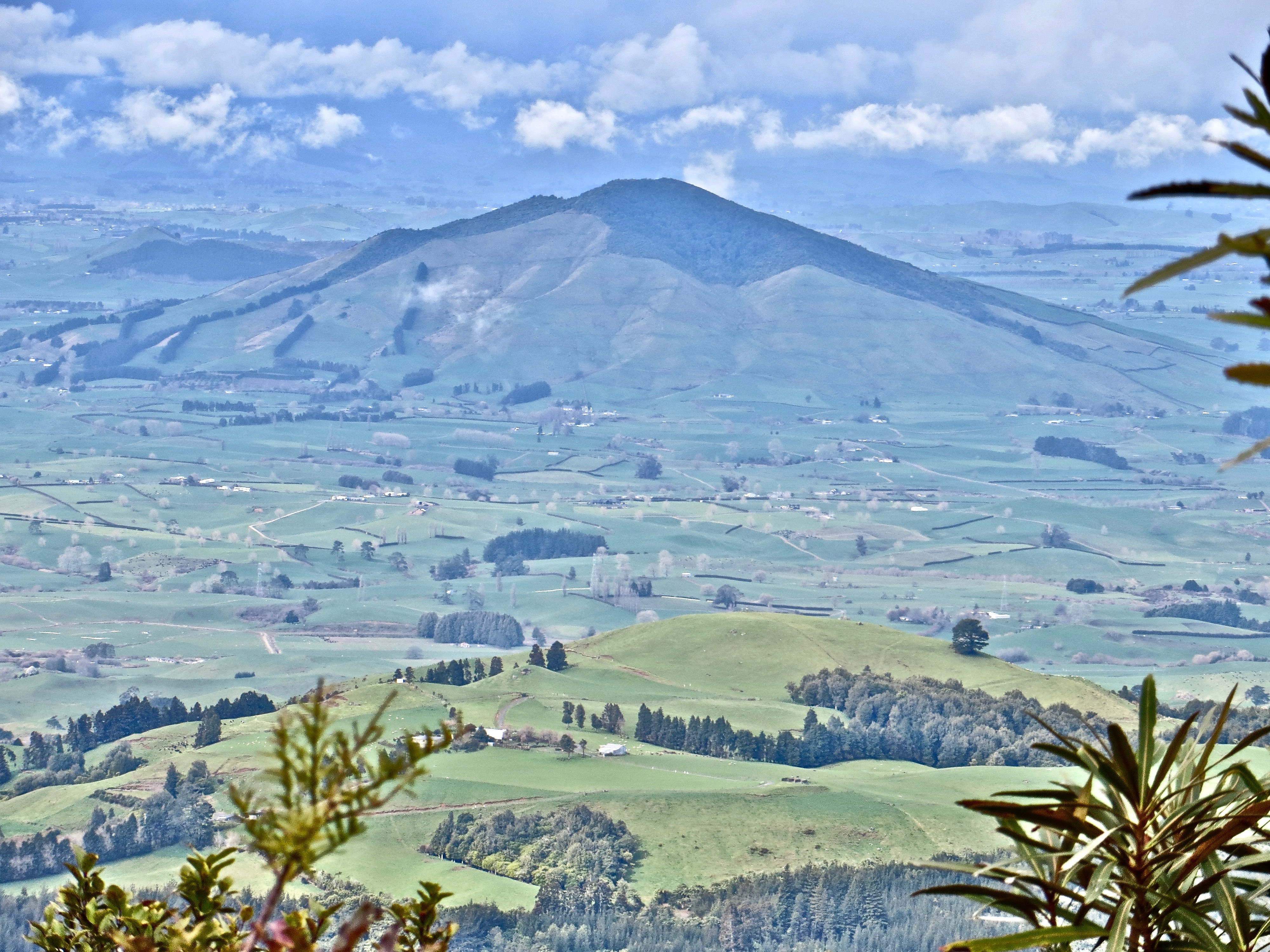
Западная сторона Какепуку. Вид с пика Фарауроа горы Пиронгиа.